# Вільфредо Гарсія
Вільфредо Гарсія Кінтана (ісп. Wilfredo Garcia Quintana; нар. 29 жовтня 1977, Сан-Хуан-і-Мартінес, провінція Пінар-дель-Ріо) — кубинський борець вільного стилю, чемпіон світу, триразовий Панамериканськи1 чемпіон, чемпіон Панамериканських ігор, бронзовий призер Кубку світу, учасник Олімпійських ігор.

## Життєпис
Боротьбою почав займатися з 1986 року.
Виступав за борцівський клуб Пінар-дель-Ріо. Тренер — Хуан Кабальєро (з 1995).

## Спортивні результати на міжнародних змаганнях

### Виступи на Олімпіадах
| Змагання                    | Збірна | Вагова категорія          | Місце |
| --------------------------- | ------ | ------------------------- | ----- |
| Літні Олімпійські ігри 2000 | Куба   | вільна боротьба, до 54 кг | 14    |

### Виступи на Чемпіонатах світу
| Змагання                        | Збірна | Вагова категорія          | Місце  |
| ------------------------------- | ------ | ------------------------- | ------ |
| Чемпіонат світу з боротьби 1997 | Куба   | вільна боротьба, до 54 кг | Золото |
| Чемпіонат світу з боротьби 1998 | Куба   | вільна боротьба, до 54 кг | 11     |
| Чемпіонат світу з боротьби 1999 | Куба   | вільна боротьба, до 54 кг | 20     |
| Чемпіонат світу з боротьби 2001 | Куба   | вільна боротьба, до 54 кг | 19     |

### Виступи на Панамериканських чемпіонатах
| Змагання                                   | Збірна | Вагова категорія          | Місце  |
| ------------------------------------------ | ------ | ------------------------- | ------ |
| Панамериканський чемпіонат з боротьби 1998 | Куба   | вільна боротьба, до 54 кг | Золото |
| Панамериканський чемпіонат з боротьби 2000 | Куба   | вільна боротьба, до 54 кг | Золото |
| Панамериканський чемпіонат з боротьби 2001 | Куба   | вільна боротьба, до 54 кг | Золото |

### Виступи на Панамериканських іграх
| Змагання                  | Збірна | Вагова категорія          | Місце  |
| ------------------------- | ------ | ------------------------- | ------ |
| Панамериканські ігри 1999 | Куба   | вільна боротьба, до 54 кг | Золото |

### Виступи на Кубках світу
| Змагання                    | Збірна | Вагова категорія          | Місце  |
| --------------------------- | ------ | ------------------------- | ------ |
| Кубок світу з боротьби 1997 | Куба   | вільна боротьба, до 54 кг | 4      |
| Кубок світу з боротьби 1998 | Куба   | вільна боротьба, до 54 кг | 4      |
| Кубок світу з боротьби 1999 | Куба   | вільна боротьба, до 54 кг | Бронза |
| Кубок світу з боротьби 2000 | Куба   | вільна боротьба, до 54 кг | 5      |

### Виступи на інших змаганнях
| Змагання                               | Збірна | Вагова категорія          | Місце  |
| -------------------------------------- | ------ | ------------------------- | ------ |
| Міжнародний меморіал Дейва Шульца 2000 | Куба   | вільна боротьба, до 54 кг | Срібло |

### Виступи на змаганнях молодших вікових груп
| Змагання                                      | Збірна | Вагова категорія          | Місце  |
| --------------------------------------------- | ------ | ------------------------- | ------ |
| Чемпіонат світу з боротьби серед кадетів 1993 | Куба   | вільна боротьба, до 47 кг | Бронза |
| Чемпіонат світу з боротьби серед юніорів 1994 | Куба   | вільна боротьба, до 46 кг | Золото |
| Чемпіонат світу з боротьби серед юніорів 1997 | Куба   | вільна боротьба, до 52 кг | Бронза |
| Чемпіонат світу з боротьби серед молоді 1995  | Куба   | вільна боротьба, до 48 кг | Золото |